# Fürst-Johann-Moritz-Gymnasium
Das Fürst-Johann-Moritz-Gymnasium (FJM) ist ein Gymnasium im Siegener Stadtteil Weidenau (Nordrhein-Westfalen). Es wurde nach Johann Moritz (Nassau-Siegen) (1604–1679), einem niederländischen Feldmarschall benannt. Die Schule wurde für ihr Engagement im MINT-Bereich als MINT-EC-Schule anerkannt.

## Geschichte
Die Schule wurde im Jahre 1886 erstmals als „Rektoratsschule“ und „Höhere Privatschule“ erwähnt. Am 1. April 1914 erfolgte die offizielle Gründung, als die Schule von der Gemeinde Weidenau übernommen wurde. Dabei erfolgte der Umzug aus der Weidenauer Kapellenschule in die Ferndorfstraße und die Umwandlung zur staatlichen Realschule. Im Schuljahr 1919/20 erfolgte die Umstellung zu einer Oberrealschule, sodass an der Schule fortan das Abitur erworben werden konnte. Anfang 1944 wurde der Unterricht aufgrund des Zweiten Weltkrieges eingestellt. Aus einem Bombenangriff am 7. März 1945 resultierte die Beschädigung großer Teile des Schulgebäudes. Im Januar 1946 erfolgte die Wiedereröffnung der Schule. Am 22. September 1948 erhielt die Schule ihren heutigen Namen und wurde als Gymnasium deklariert.

## Schule
Da an der Schule verbindlicher Nachmittagsunterricht stattfindet, wurde eine Mensa gestaltet, in der warmes Mittagessen sowie Betreuungskonzepte angeboten werden.
Seit mehr als 20 Jahren findet für die Jahrgangsstufe 9 ein Schüleraustausch mit der Ecole Catholique Saint Dominique in Vichy statt.
Seit den 1950er Jahren erscheint die Schülerzeitung strebergarten.

## Besonderheiten
Von dem Verein mathematisch-naturwissenschaftlicher Excellence-Center an Schulen werden viele Veranstaltungen und Fördermöglichkeiten für die Schule angeboten. Dies sind bspw. Berufsinformationstage, Betriebsbesichtigungen und fachbezogene Exkursionen. Die Schule wurde dafür als MINT-EC-Schule anerkannt.
Es bestehen Kooperationen mit der Volksbank Siegerland eG, der Firma Achenbach-Buschhütten und eine enge Zusammenarbeit mit der Universität Siegen sowie mit der Philipps-Universität Marburg.
Ferner gibt es eine Kooperation mit den Grundschulen.

## Bekannte Absolventen
- Dieter Bogatzki (1942–2000), Leichtathlet
- Annemarie Carpendale (* 1977), Fernsehmoderatorin
- Severin von Eckardstein (* 1978), Pianist
- Bernd Enders (* 1947), Musikwissenschaftler
- Joachim Frank (* 1940), Biophysiker, Nobelpreisträger
- Reinhard Goebel (* 1952), Violinist, Dirigent und Professor für historische Aufführungspraxis am Mozarteum Salzburg.
- Günter Helmes (* 1954), Literatur- und Medienwissenschaftler
- Martin Keßler (Filmemacher) (* 1953), Dokumentarfilmer, Filmjournalist
- Peter Pragal (* 1939), Journalist
- Rüdiger Rudolph (* 1972), Schauspieler
- Horst Schmidt-Böcking (* 1939), Physiker
- Ulf Stötzel (* 1939), Politiker und ehemaliger Bürgermeister der Stadt Siegen
- Heinrich Vormweg (1928–2004), Literaturkritiker, Essayist, Rundfunkautor
- Tanja Wagener (* 1972), Politikerin, Landtagsabgeordnete
- Heinrich Weiss (* 1942), Unternehmer
- Jens Wöhrmann (* 1967), ehemaliger Tennisspieler